# Fir Domnann
Els Fir Domnann són un poble de la història legendaria d'Irlanda, lligat als Fir Bolg.
El seu nom Fir Domnann és basat en l'arrel cèltica dumno-, que vol dir ‘profund' i ‘el món'. El sufix -on- sovint es troba en noms de divinitats gàl·liques i britàniques. El nom tribal dumnonii, trobat a Britànnia, significaria per tant ‘poble del déu del món'. L'irlandès antic fir vol dir ‘homes' i, per tant, Fir Domnann tindria el mateix significat que el nom tribal britànic, cosa que porta a la conjectura que aquestes tribus tenien un origen comú. Per exemple el model històric d'O'Rahilly proposa que els Domnann eren uns poble pre-goidèlic P-Celtic qui, amb els Galeóin, invadiren el sud-est de la costa d'Irlanda des de Britànnia. La teoria d'O'Rahilly dels P-Celtic precedents als goidelics a Irlanda no war àmpliament acceptada pels experts d'avui, però la idea d'una connexió entre les tribus britàniques i irlandeses del mateix nom encara es manté.
En la literatura irlandesa antiga els Fir Domnann es trobaven a Cóice Laigean (Leinster). Un poema datat del segle VII acredita el seu governant Mess-Telmann amb el reialme de la província i amb l'exercisi del poder des del lloc reial de Leinster a Dún Áilinne. El topònim Inber Domnann, ara a l'entrada de la badia de Malahide al nord del comtat de Dublín a la costa est d'Irlanda preserva el nom tribal. No obstant això, l'àrea amb una major associació de topònim amb els Fir Domnann es troba al nord-oest de Mayo: la Iorrais Domnann, de la qual l'actual baronia d'Iorras pren el seu nom, i els propers Mag Domnann i Dún Domnann.